# Historia de duobus amantibus
Euryale et Lucrèce. Histoire de deux amants (en latin : Historia de duobus amantibus) est un roman écrit en 1444 par Enea Silvio Piccolomini, le futur pape Pie II. C'est l'un des premiers exemples de roman épistolaire, rempli d'images érotiques. La première édition imprimée a été publiée par Ulrich Zell à Cologne entre 1467 et 1470.
Le roman se déroule à Sienne, en Italie, et se concentre sur l'histoire d'amour de Lucrèce, une femme mariée, et d'Euryale, l'un des hommes au service du duc d'Autriche. Après un début incertain, où chacun est amoureux mais ignore que c'est réciproque, ils entament une correspondance, qui occupe une grande partie du reste du roman. Avant d'écrire sa première lettre d'amour, Euryale cite Virgile pour défendre sa position : Amor vincit omnia et nos cedamus amori (« L'amour triomphe de tout ; cédons tous à l'amour ! »).
Les amants sont identifiés par certains à Caspar Schlick, chancelier de Sigismond, empereur du Saint-Empire romain germanique, et à la fille de Mariano Sozzini, professeur de droit d'Énée à l'université de Sienne.
En 1462, le roman est traduit en allemand par Niklas van Wyle, qui le dédie à sa protectrice Mathilde du Palatinat,.